# Before He Cheats
Before He Cheats è una canzone scritta da Chris Tompkins e Josh Kear, pubblicata come quinto singolo dall'album Some Hearts di Carrie Underwood. La canzone è stata nominata dall'associazione della Musica country come singolo dell'anno. Grazie a questa canzone Carrie Underwood ha potuto vincere i suoi primi 2 Grammy Awards nelle categorie "Best Country Song" e "Best Female Country Vocal Performance".

## Classifiche
| Classifica (2006-07) | Posizione massima |
| -------------------- | ----------------- |
| Canada               | 4                 |
| Stati Uniti          | 8                 |